# Воймица
Воймица — река в России, протекает в Буйском районе Костромской области. Устье реки находится в 107 км по левому берегу реки Кострома (старица). Длина реки составляет 10 км.
Река берёт начало в лесах в 7 км к югу от города Буй. Течёт на запад, в устье стоит деревня Спас.

## Данные водного реестра
По данным государственного водного реестра России относится к Верхневолжскому бассейновому округу, водохозяйственный участок реки — Кострома от истока до водомерного поста у деревни Исады, речной подбассейн реки — Волга ниже Рыбинского водохранилища до впадения Оки. Речной бассейн реки — (Верхняя) Волга до Куйбышевского водохранилища (без бассейна Оки).
Код объекта в государственном водном реестре — 08010300112110000012489.